# 銀座メガネ
株式会社銀座メガネは、首都圏を中心にメガネ・コンタクトレンズの店舗を展開している企業である。

## 沿革
- 1959年（昭和34年）東京品川区西五反田4丁目18番6号、眼鏡レンズ製造業者として発足
- 1969年（昭和44年）4月法人組織に改組し、本社を東京都品川区東五反田2丁目7番11号に設置、株式会社東都光学を設立。
- 2000年（平成12年）11月に本社を現在の東京都品川区東五反田2丁目19番2号に移転。
- 2003年（平成15年）4月には株式会社銀座メガネとして分離独立させ、卸売業は株式会社東都光学、小売業は株式会社銀座メガネで運営。
- 2007年（平成19年）2月に池袋店がオープン。
- 2010年（平成22年）2月現在の店舗数は41店舗。